# Dominik z Prus
Dominik z Prus (Dominicus Prutenus, Dominicus Borussus, ur. ok. 1384 koło Gdańska, zm. 21 grudnia 1460 w Trewirze) – błogosławiony kościoła rzymskokatolickiego, kartuz, reformator modlitwy różańcowej.

## Biografia
Ur. ok. 1384 roku w Prusach, we wsi koło Gdańska. Po 1400 roku studiował na Akademii Krakowskiej, a w 1405 roku próbował bezskutecznie wstąpić do klasztoru Kartuzów. W 1407 roku w kościele miał widzenie "tajemniczej osoby w postaci NMP". W 1409 roku został przyjęty do klasztoru Kartuzów, w opactwie św. Albana w Trewirze. Od swego przeora bł. Adolfa z Essen, otrzymał "ćwiczenia duchowe" (odmawianie 50 razy „Zdrowaś Maryjo”). Postanowił zreformować Różaniec, dodając wydarzenia z życia Jezusa: ułożył 50 klauzuli; nadając nowy kształt modlitwie. W latach 1410–1439 nowy rodzaj modlitwy różańcowej rozprzestrzenił się na inne klasztory Kartuskie w Europie. Podczas pobytu w klasztorze był ekonomem klasztoru i mistrzem Nowicjatu.
Zmarł 21 grudnia 1460 roku w Trewirze, w klasztorze św. Albana.

## Mistyka
Potwierdzeniem zgodności reformy różańcowej z doktryną religijną, była wizja, którą w 1429 roku otrzymał bł. Adolf z Essen. Według tej wizji: Najświętsza Maria Panna w niebie; w towarzystwie chórów Anielskich, którzy śpiewali Ave Maria i dodawali klauzule utworzone przez Dominika z Prus, z których każda kończyła się zawołaniem Alleluja. Na imię Jezusa Aniołowie przyklękali, a na imię Maryi pochylali głowy.